# 紀元前587年
紀元前587年（きげんぜん587ねん）は、西暦（ローマ暦）による年。紀元前1世紀の共和政ローマ末期以降の古代ローマにおいては、ローマ建国紀元167年として知られていた。紀年法として西暦（キリスト紀元）がヨーロッパで広く普及した中世時代初期以降、この年は紀元前587年と表記されるのが一般的となった。

## 他の紀年法
- 干支 : 甲戌
- 日本
  - 皇紀74年
  - 神武天皇74年
- 中国
  - 周 - 定王20年
  - 魯 - 成公4年
  - 斉 - 頃公12年
  - 晋 - 景公13年
  - 秦 - 桓公17年
  - 楚 - 共王4年
  - 宋 - 共公2年
  - 衛 - 定公2年
  - 陳 - 成公12年
  - 蔡 - 景侯5年
  - 曹 - 宣公8年
  - 鄭 - 襄公18年
  - 燕 - 宣公15年
- 朝鮮
  - 檀紀1747年
- ユダヤ暦 : 3174年 - 3175年

## できごと

### オリエント
- 新バビロニア軍（ネブカドネザル2世）がユダ王国首都エルサレムの包囲を継続。長期包囲により市内の食料が枯渇し、飢餓が深刻化。
  - ユダ王ゼデキヤは降伏せず、エジプトからの支援を期待するが、エジプト軍は決定的な救援を行えず。

### 中国
- 鄭の公孫申が軍を率いて許の田地の境界画定に赴くと、許の人が公孫申の軍を展陂で撃破した。鄭の悼公が許を攻撃し、鉏任・泠敦の田地を奪った。
- 晋の欒書・荀首・士燮らが軍を率いて許を救援し、鄭を攻撃して汜祭を奪った。楚の子反が鄭を救援した。鄭の悼公が許の霊公を楚に訴えたが、子反には判決を下すことができず、両国の国君を楚の共王のもとに招いた。

## 死去
- 鄭の襄公
- 魯の臧許